# 長栄寺 (柏市)
長榮寺（ちょうえいじ）は、千葉県柏市にある曹洞宗の寺院。

## 歴史
1630年（寛永7年）、盛山長栄居士の開基である。ただ当寺境内にある薬師堂の旧堂は、1535年（天文4年）の創建とする記録があり、寺の歴史は更に遡る可能性がある。ちなみに薬師堂は平成期に建て直されている。
同市泉の龍泉院の末寺である。初代から第7世住職は龍泉院の元住職であり、隠居寺としての機能を持っていた。

## 交通アクセス
- 路線バス雉子打停留所より徒歩4分。